# Grossularia purpusii
|  | Aquest article tracta sobre un gènere vegetal. Si cerqueu el mineral grossulària, vegeu «grossulària». |

Grossularia és un gènere monotípic de plantes fanerògames que pertany a la família de les Grossulariàcies. La seva única espècie, Grossularia purpusii, és originària dels Estats Units.

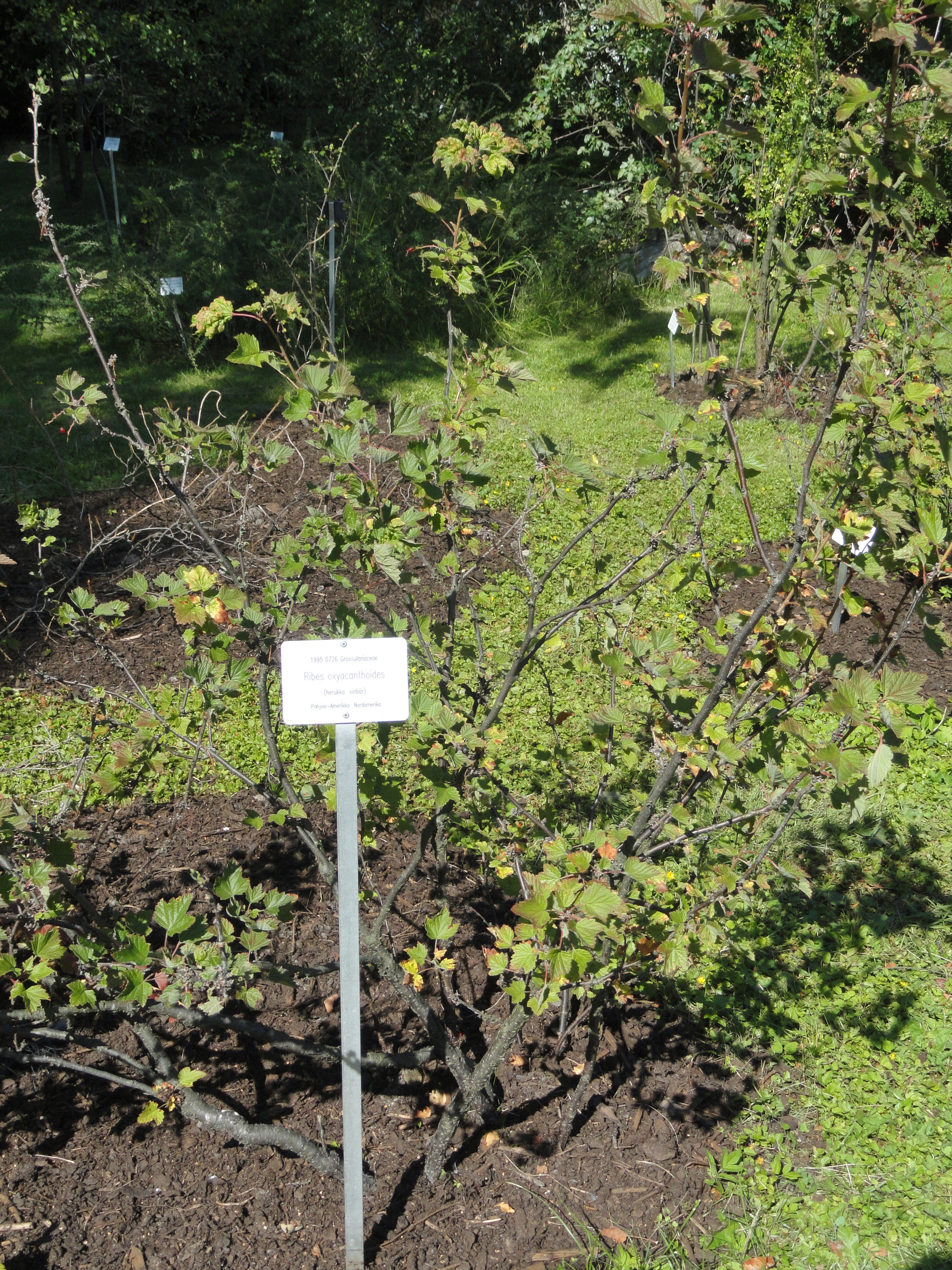
Vista de la planta

## Descripció
Són plantes que assoleixen una grandària d'1-2 m d'alçada. Les tiges són erectes d'escampament o ajagudes, finament puberuls, de vegades glabres amb excepció d'espines, no glandulars; 1-3 espines en els nodes de 3-12 mm; espines en els entrenusos disperses a denses. Les fulles amb pecíol de 0,7 a 5,5 cm, pubescents, estipitat-glandular; pentagonal, amb 3-7 lòbuls, dividit 1/2 + per al nervi mitjà i una altra vegada irregularment superficialment dividit, 1-7,8 cm, base truncada o cordada. Les inflorescències esteses a penjolls  de 5-18 (-25) flors, de 3-4 cm, de color vermellós, flors uniformement espaiades. Els pedicels estan articulats (articulació de vegades enfosquida per glàndules i difícil de veure tot en pedicels curts). Les flors són de color crema a ataronjat. Els fruits en baies apetibles però insípides, de color vermell, convertint-se en porpra, el·lipsoide, 4-8 (-14) mm negre o fosc, esvelta estipitat-glandular, estarrufada de pèls estipitats glandular vermelloses. Té un nombre de cromosoma de 2n = 16.

## Hàbitat
Es troba en els boscos humits, els pantans de coníferes, ribes de rierols, vessants de bosc sec i carenes subalpines.

## Taxonomia
Grossularia purpusii va ser descrita per (Koehne ex-Blank.) Rydb. i publicat a Flora of the Rocky Mountains 396. 1917.
Sinonímia
- Ribes oxyacanthoides var. purpusii (Koehne ex-Blank.) Jancz.
- Ribes purpusii Blank. basiònim